# Przeciwciało niekompletne
Przeciwciało niekompletne – przeciwciało wiążące antygen, niewywołujące jednak jego aglutynacji. Do wykrywania przeciwciał niekompletnych służy np. test BTA. 